# Nikolai Michailowitsch Rubzow

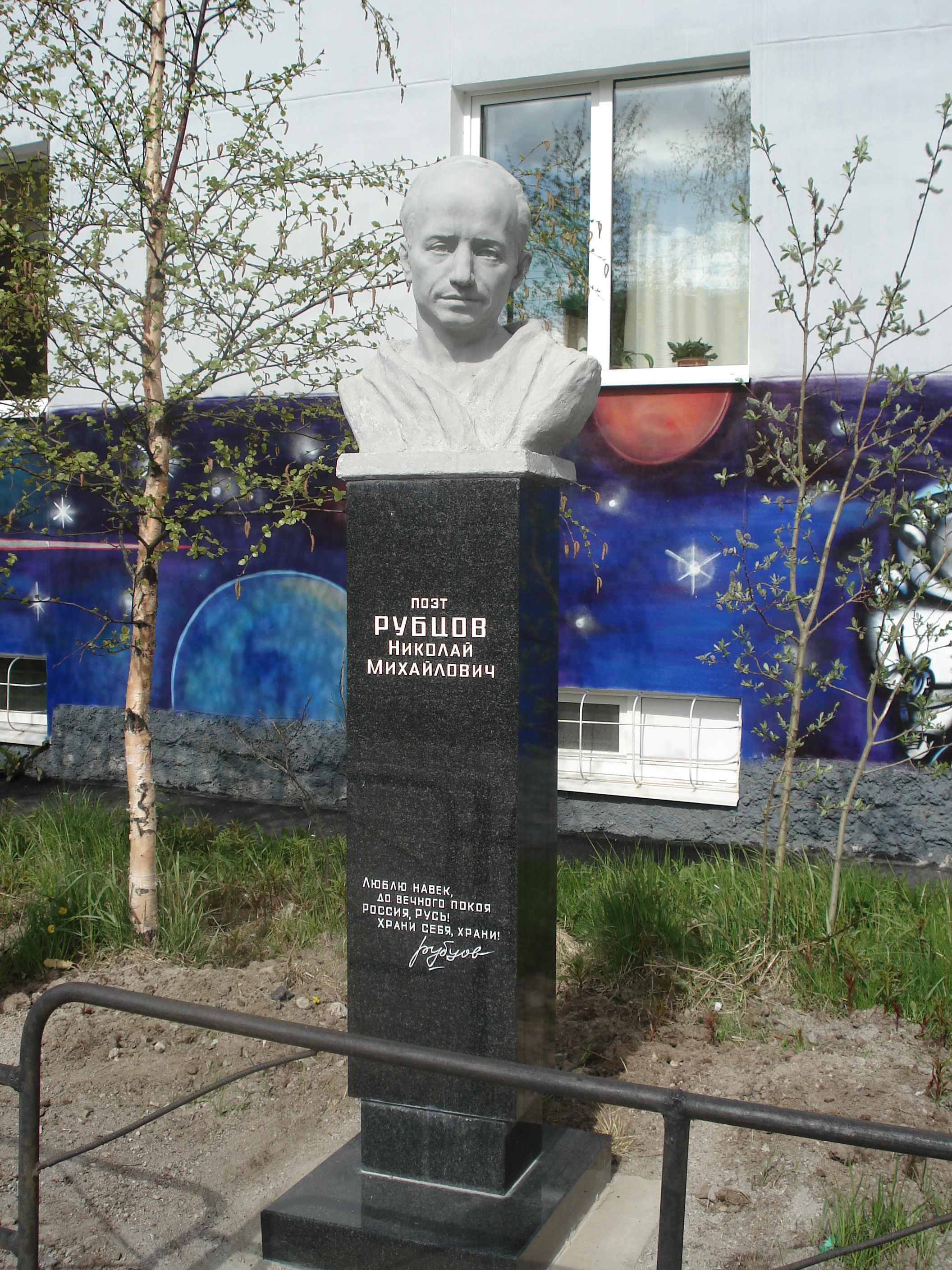
Rubzow-Büste in der Allee der Dichter in Murmansk

Nikolai Michailowitsch Rubzow (russisch Никола́й Миха́йлович Рубцо́в; * 3. Januar 1936 in Jemezk; † 19. Januar 1971 in Wologda) war ein russischer Dichter.

## Leben
Rubzow wuchs in einer kinderreichen Familie auf, die sich 1937 in Njandoma niederließ. 1939–1940 war sein Vater Michail Rubzow Chef der dortigen Konsumgenossenschaft. 1941 wechselte der Vater in das Stadtkomitee der KPdSU in Wologda, wo die Familie den Deutsch-Sowjetischen Krieg überstand. 1942 starben die Mutter und Rubzows jüngere Schwester, während der Vater als Soldat an der Front war. Die Kinder lebten nun im Heim, wo der sechsjährige Rubzow sein erstes Gedicht schrieb. Ab 1943 lebte und lernte Rubzow im Kinderheim im Dorf Nikolskoje bei Totma und schloss die 7. Klasse 1950 ab. Anschließend studierte er bis 1952 in Totma am Technikum für Holztechnik. Darauf arbeitete er als Heizer der Archangelsker Trawler-Flotte. Ab August 1953 studierte er in der Markscheider-Abteilung des Technikums für Bergbau und Chemie in Kirowsk bei Murmansk. Im Januar 1955 legte er nicht die fällige Prüfung ab und wurde vom Technikum ausgeschlossen. Im März 1955 wurde er Arbeiter auf einem Versuchsgelände des Leningrader Rschewski-Artillerie-Polygons. Von Oktober 1955 bis Oktober 1959 wurde er als Matrose für die Entfernungsmessung auf dem Zerstörer Ostry der Nordflotte eingesetzt. Am 1. Mai 1957 erschien als seine erste Veröffentlichung sein Gedicht Der Mai kam an in der Zeitung Die Polarwacht. Nach der Entlassung aus dem Flottendienst lebte er in Leningrad und arbeitete wechselweise als Schlosser, Heizer und Möller-Arbeiter im Kirowwerk.
Rubzow begann sich in der literarischen Gesellschaft Das Narva-Tor zu betätigen und lernte dort die jungen Leningrader Dichter G. J. Gorbowski und K. K. Kusminski kennen. 1962 veröffentlichte er im Samisdat seinen ersten maschinengeschriebenen Sammelband Волны и скалы (Wellen und Klippen). Im gleichen Jahr trat er in das Maxim-Gorki-Literaturinstitut in Moskau ein und lernte dort die Literaten W. N. Sokolow, S. J. Kunjajew und W. W. Koschinow kennen, was ihm bei seinem Schaffen und der Herausgabe seiner Gedichte half. Im Institut bekam er bald Probleme, aber er ließ sich vom Schreiben nicht abhalten. 1965 erschien sein zweiter Gedichtband Lirika bereits offiziell in Archangelsk. Weitere Gedichtbände folgten: Sternfelder (1967), Die Seele speichert (1969), Das Rauschen der Kiefern (1970). Nach seinem Tod erschienen Das letzte Schiff (Moskau 1973), Ausgewählte Lyrik (Wologda 1974), Wegeriche (Moskau 1975) und Gedichte (1977). Ein deutscher Gedichtband erschien 2004.
1968 fand Rubzow offizielle Anerkennung und bekam die Einzimmerwohnung Nr. 66 in der 5. Etage der fünfstöckigen Chruschtschowka Nr. 3 in Wologda in der Alexander-Jaschin-Straße. 1969 verließ er das Literaturinstitut und wurde Angestellter der Zeitung Wologdaer Komsomolez.
Rubzow starb in seiner Wohnung infolge eines Beziehungsstreits mit der Dichterin Ljudmila Derbina (* 1938; zu dem Zeitpunkt Granowskaja, nach ihrem ersten Ehemann), die er heiraten wollte. Die gerichtliche Untersuchung ergab, dass Rubzows Tod durch Strangulation herbeigeführt wurde. Derbina, die wegen Mordes zu 8 Jahren Haft verurteilt, vorzeitig entlassen wurde und in Welsk lebt (Stand 2013), erklärte in ihren Erinnerungen und Interviews, dass Rubzow einem Herzinfarkt erlegen sei. Der Publizist und stellvertretende Chefredakteur der Zeitung Sawtra zeigte 2000, dass Rubzows Tod auf Derbinas Handlungen zurückzuführen sei.
Rubzow wurde auf dem Poschechonski-Friedhof in Wologda begraben. 1996 wurde in Nikolskoje ein Rubzow-Museum eröffnet, und in Apatity wurde an der Bibliothek eine Gedenktafel angebracht. In Wologda wurde 1998 eine Rubzow-Skulptur aufgestellt und eine Straße nach ihm benannt, und seitdem wird das Poesie- und Musikfestival Rubzower Herbst durchgeführt. Im gleichen Jahr wurde in der St. Petersburger Bibliothek Nr. 5, die seinen Namen bekam, ein Literaturmuseum für ihn eingerichtet. In Totma steht eine Rubzow-Skulptur von W. M. Klykow. In Kirowsk wurde 2000 an dem neuen Technikumsgebäude eine Gedenktafel für ihn angebracht und ebenso 2001 am Verwaltungsgebäude des Kirowwerks. Im Wologdaer Museum für Literatur und Kunst des 20. Jahrhunderts ist seit 2005 die ständige Nikolai-Rubzow-Ausstellung zu sehen. Seit 2009 gibt es den Allrussischen Nikolai-Rubzow-Dichterwettbewerb für junge Dichter aus Kinderheimen. In Jemezk befindet sich die Rubzow-Mittelschule und ein Rubzow-Museum. In Tscherepowez im Haus des Wissens mit der wieder hergestellten Wohnung der Schwester Rubzows Galina Rubzowa-Schwedowa, die er oft besucht hatte, wurde 2011 das Nikolai-Rubzow-Literaturzentrum für Literatur- und Musikabende und für wissenschaftliche Untersuchungen des Lebens und Werks Rubzows eingerichtet. Weitere Rubzow-Zentren arbeiten in Moskau, St. Petersburg, Saratow, Kirow und Ufa.
Nach Rubzow wurde der Hauptgürtelasteroid (4286) Rubtsov benannt.